# Guido Machado
Guido Machado es un ingeniero agrónomo y político uruguayo perteneciente al Partido Colorado.

## Biografía
Hijo del político riverense Guido Machado Brum.
Machado egresa de la Facultad de Agronomía con el título de Ingeniero Agrónomo.
Es electo diputado por el Departamento de Rivera para el periodo 2000-2015, siendo reelecto para el periodo siguiente.
En las elecciones departamentales de 2010 se postula a la Intendencia de Rivera.
En 2018 es nombrado Secretario General de su Partido. Permanecerá en el cargo hasta principios de diciembre, en que será suplantado por el expresidente Julio María Sanguinetti.